# 羅伊納 (喬治亞州)
羅伊納（英語：Rowena）是位於美國喬治亞州厄爾利縣的一個非建制地區。該地的面積和人口皆未知。

## 地理
羅伊納的座標為31°22′52″N 84°42′47″W / 31.38111°N 84.71306°W，而該地的平均海拔高度為73米（即239英尺）。